# جائزة البرازيل الكبرى 1979
جائزة البرازيل الكبرى 1979 هو سباق فورمولا 1 أقيم بتاريخ 4 فبراير 1979 في البرازيل. كان الثاني من أصل 15 في بطولة العالم لسباقات الفورمولا واحد موسم 1979. حلّ الفرنسي جاك لافيت أولا بينما جاء الفرنسي باتريك ديبايلير في المركز الثاني وحصل على المركز الثالث الأرجنتيني كارلوس ريوتيمان.